# エゾハコベ
エゾハコベ（蝦夷繁縷、学名：Stellaria humifusa）は、ナデシコ科ハコベ属の多年草。

## 特徴
茎の基部は横に這い、上部は直立して、高さは5-20cmになる。ややまばらに分枝し、細長く緑色で、無毛。葉は対生し、葉身は線状楕円形から披針形で、長さ1-2cm、幅2-4mmになり、先端はあまりとがらず、基部に葉柄がない。葉はやや多肉質で両面とも無毛。
花期は6月中旬-8月。花は白色で、径は約1cm、上部の葉腋に単生するか、茎先に数個を集散花序につけ、長さ1-3cmになる細長い無毛で緑色の花柄の先につく。萼片は5個、長卵形から広披針形になり、長さは4-5mm、先端が鈍頭、縁は膜質になり、毛はない。花弁は5個、萼片と同じ長さかまたはやや長く、深く2裂する。雄蕊は10個あり、葯は黄色になる。子房の上に3個の花柱がある。果実は卵形で長さ4-5mmの蒴果となり、宿存する萼片と同じ長さになる。種子は淡褐色で円形、径約0.8mmになり、表面は平滑。染色体数2n=26。

## 分布と生育環境
日本では、南千島、北海道の中部から東部、青森県の太平洋側沿岸部に分布し、海岸湿地や海岸に近い塩湿地に生育する。世界では、千島列島、サハリン、カムチャツカ半島の他、北半球の北部に広く分布する、周北極要素の植物である。

## 名前の由来
和名エゾハコベは、「蝦夷繁縷」の意、北海道の根室でみられることからで、矢田部良吉 (1892) による命名である。
種小名（種形容語）humifusa は、「地上に蔓延する」「地面に広がった」の意味。

## 種の保全状況評価
絶滅危惧IB類 (EN)（環境省レッドリスト）
（2020年、環境省）

都道府県のレッドデータ、レッドリストの選定状況は次の通り。
北海道-絶滅危急種(Vu)、青森県-最重要希少野生生物（Aランク）

## ギャラリー

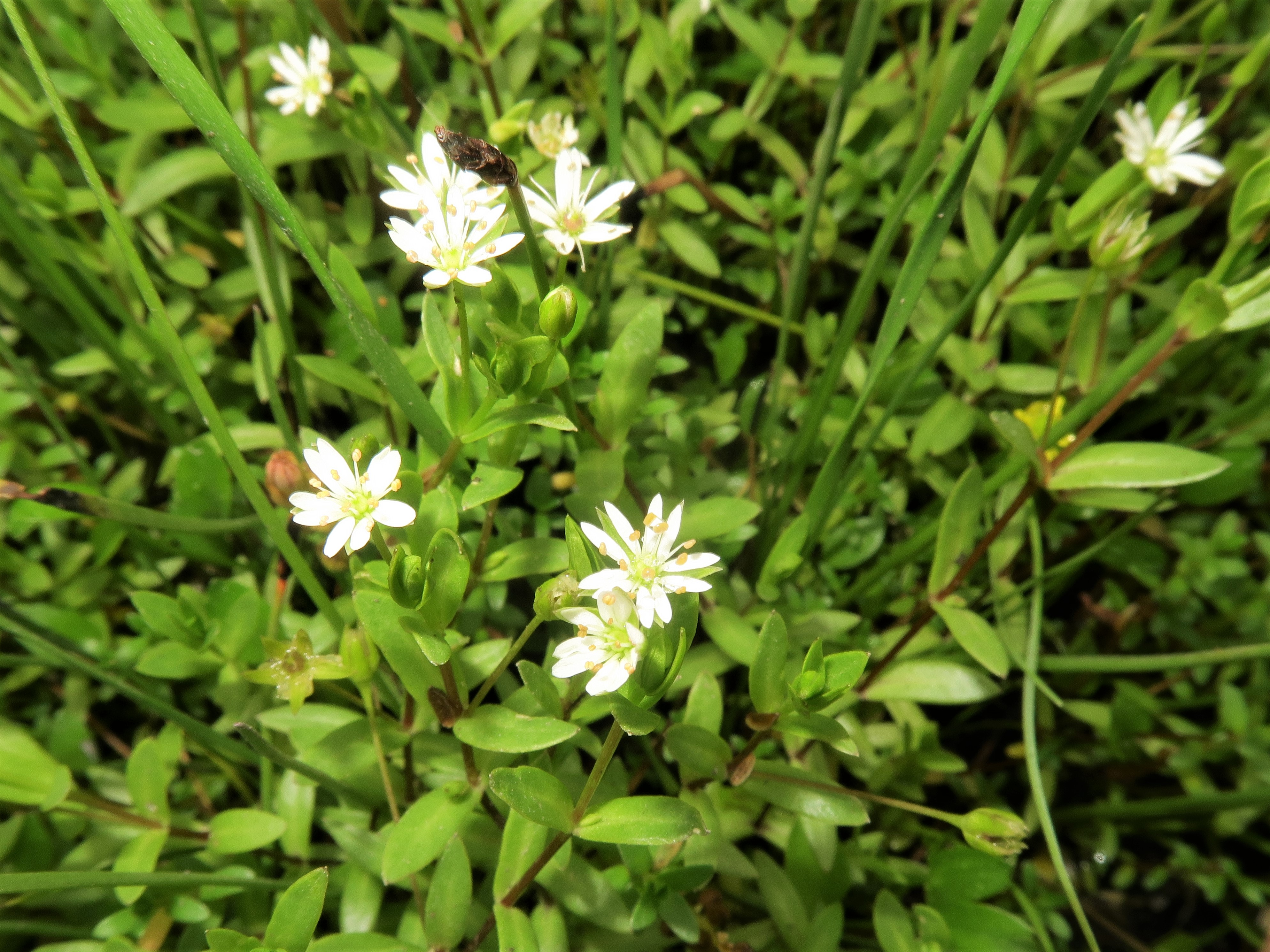
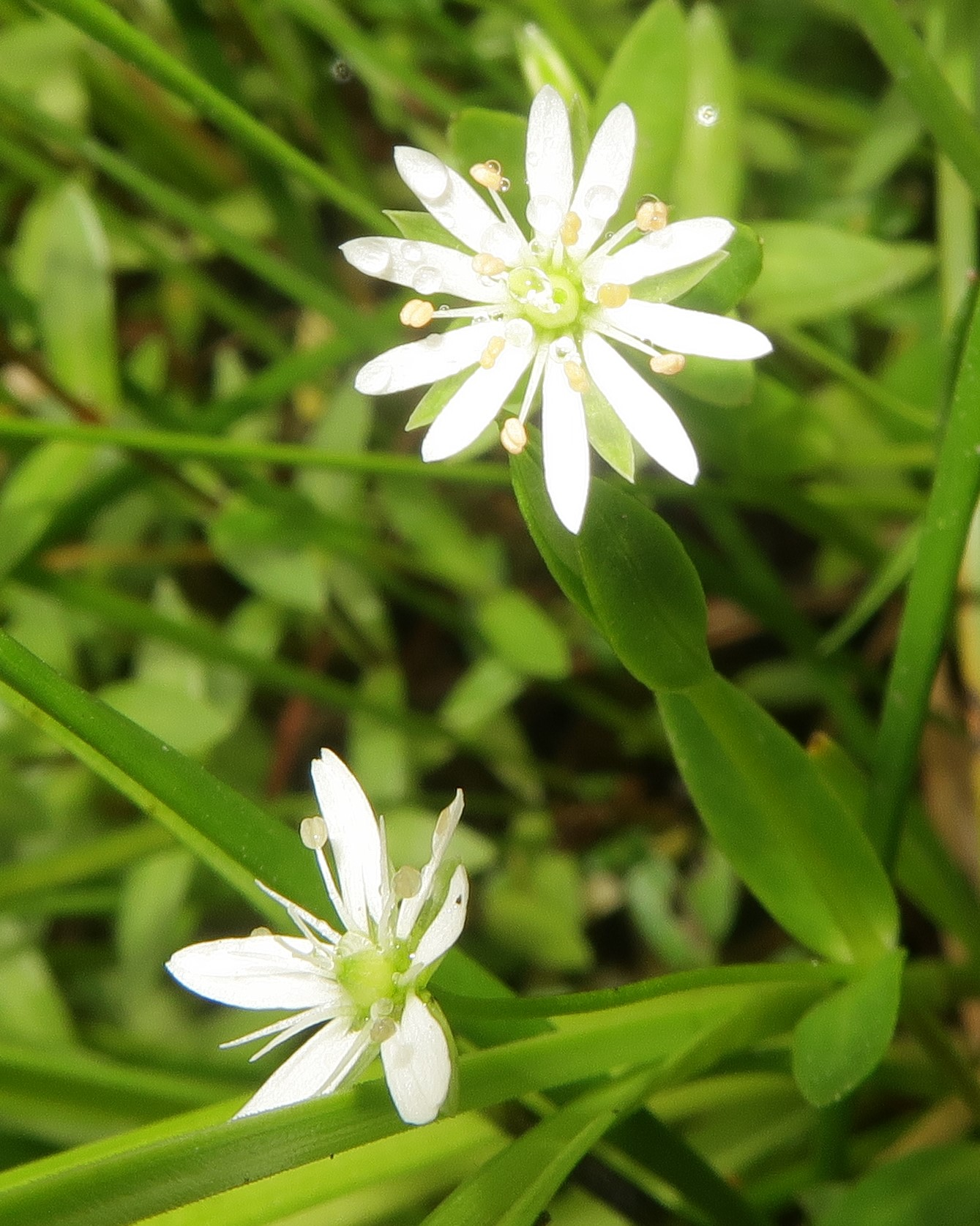
花弁は5個、萼片と同じ長さかまたはやや長く、深く2裂するので10個にみえる。
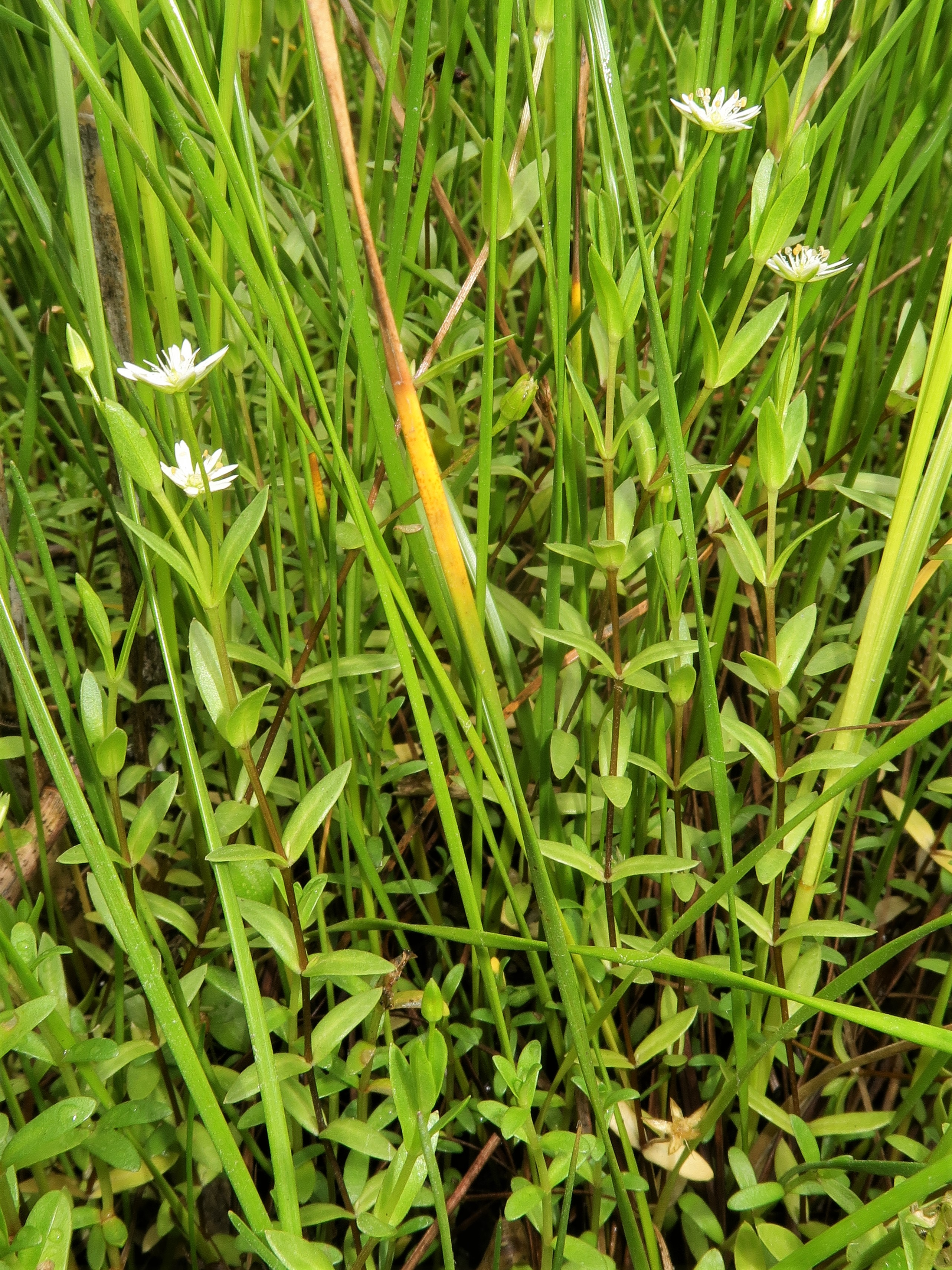
葉は対生し、葉身は線状楕円形から披針形で、先端はあまりとがらず、基部に葉柄がない。やや多肉質になる。
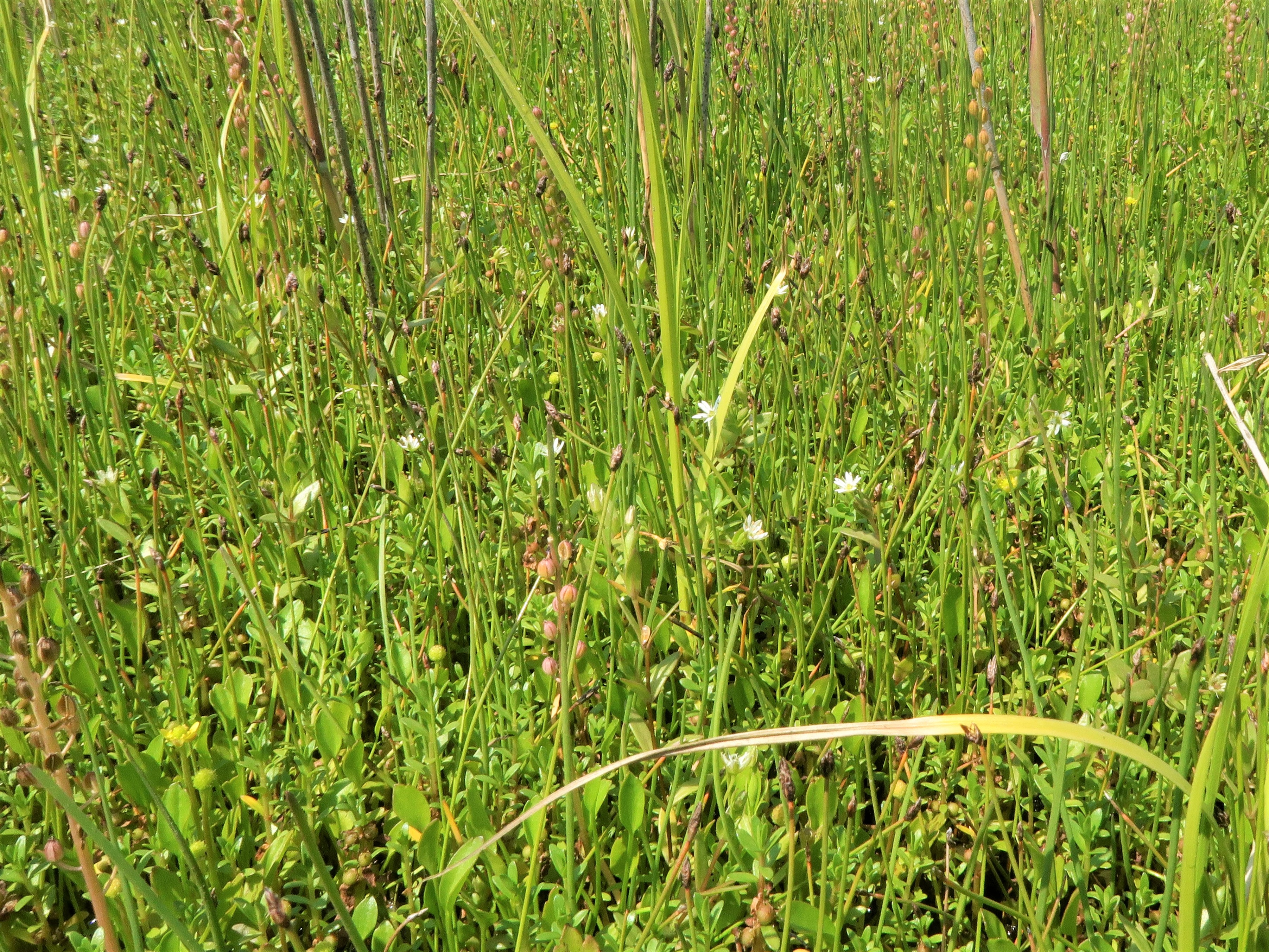
生育環境。塩性湿地に生育するヒメキンポウゲ、ウミミドリ、シバナなどと混生している。

## 分類
千島列島やサハリンにも分布するが、サハリンのものは花が大きく、萼片が長さ5-6mmになる。また、日本全土でふつうに見られる、水田雑草のひとつであるノミノフスマ（蚤の衾）Stellaria alsine var. undulata に似る。同種は、エゾハコベと比べて、萼片が長さが3-3.5mmと小さく、花はより多数が集散花序につく。